# Бабаев, Чары (звеньевой)
Чары Бабаев (туркм. Çary Babaýew; 1917 год, Безмеин — дата смерти неизвестна) — звеньевой колхоза «12 лет РККА» Ашхабадского района Ашхабадской области, Туркменская ССР. Герой Социалистического Труда (1949).

## Биография
Родился в 1917 году в кишлаке Безмеин (сегодня — часть Арчабильского этрапа города Ашхабад).
С 1929 по 1943 года — рядовой колхозник в колхозе «12 лет РККА» Ашхабадского района. С 1943 по 1946 года — рабочий строительного треста в Ашхабадской области. С 1946 года — звеньевой виноградарей в колхозе «12 лет РККА» (позднее — имени «40 лет СССР») Ашхабадского района.
В 1947 году бригада Чары Бабаева получила высокий урожай винограда. Указом Президиума Верховного Совета СССР от 17 июня 1949 года «за вклад в развитие виноградарства и повышение урожайности винограда» удостоен звания Героя Социалистического Труда с вручением ордена Ленина и золотой медали «Серп и Молот».
В 1952 году вступил в КПСС.

## Награды
- Герой Социалистического Труда
- Орден Ленина
- Медаль «В ознаменование 100-летия со дня рождения Владимира Ильича Ленина» (1970)